# Mrkopalj
Mrkopalj es un municipio de Croacia en el condado de Primorje-Gorski Kotar.

## Geografía
Se encuentra a una altitud de 820 m s. n. m. a 123 km de la capital nacional, Zagreb.

## Demografía
En el censo 2011 el total de población del municipio fue de 1214 habitantes, distribuidos en las siguientes localidades:
- Begovo Razdolje - 48
- Brestova Draga -  53
- Mrkopalj - 755
- Sunger -  326
- Tuk Mrkopaljski -  4
- Tuk Vojni - 28

| Gráfica de población de Mrkopalj 1857-2011                          |
|                                                                     |
| Según los censos de población de la oficina estadística de Croacia. |